# Bóveda del Río Almar
Bóveda del Río Almar és un municipi de la província de Salamanca, a l'oest d'Espanya, part de la comunitat autònoma de Castella i Lleó. Té 23 km². Està situat a 45 quilòmetres de la capital provincial de Salamanca i el 2016 tenia una població de 245 persones. Limita al nord amb Peñaranda de Bracamonte, al nord-est amb Cantaracillo, al sud amb Mancera de Abajo i Salmoral i a l'oest amb Macotera i Nava de Sotrobal.

## Demografia
| 2001 | 2002 | 2004 | 2005 | 2006 | 2007 | 2008 | 2009 | 2010 | 2011 | 2012 | 2013 | 2014 | 2015 | 2016 | 2017 | 2018 | 2019 | 2020 | 2021 | 2022 | 2023 | 2024 |
| 312  | 306  | 294  | 288  | 281  | 264  | 262  | 260  | 261  | 260  | 253  | 245  | 245  | 242  | 245  | 237  | 231  | 229  | 225  | 221  | 215  | 199  | 196  |